# Persone di nome Jozef
| Questa pagina contiene informazioni ricavate automaticamente dalle voci biografiche con l'ausilio del template Bio e di un bot. L'aggiornamento è periodico e automatico e ricostruisce completamente la pagina. Se manca una persona in questa lista, sei pregato di non aggiungerla, ma accertati piuttosto che la sua voce biografica contenga il template Bio e che i dati anagrafici siano correttamente compilati. Se il template Bio manca, inseriscilo tu stesso o, in alternativa, metti l'avviso {{tmp\|Bio}} che ne segnala la mancanza. Se i dati riportati sono sbagliati, correggi direttamente la voce biografica; le modifiche saranno visibili in questa lista entro pochi giorni. Per chiarimenti vedi il progetto antroponimi. La lista contiene solo le 97 persone che sono citate nell'enciclopedia e per le quali è stato implementato correttamente il template Bio. Pagina aggiornata al 16 ott 2024. |

Questa è una lista di persone presenti nell'enciclopedia che hanno il prenome Jozef, suddivise per attività principale.

## Allenatori di calcio(10)
- Jozef Adamec, allenatore di calcio e calciatore cecoslovacco (Vrbové, n. 1942 - Trnava, † 2018)
- Jozef Barmoš, allenatore di calcio e ex calciatore cecoslovacco (Šurany, n. 1954)
- Jozef Chovanec, allenatore di calcio e ex calciatore ceco (Považská Bystrica, n. 1960)
- Jos Daerden, allenatore di calcio e ex calciatore belga (Tongeren, n. 1954)
- Jos Heyligen, allenatore di calcio e ex calciatore belga (Oostham, n. 1947)
- Jozef Jankech, allenatore di calcio e ex calciatore slovacco (Šaľa, n. 1937)
- Jozef Jarabinský, allenatore di calcio e ex calciatore ceco (Jarabina, n. 1944)
- Jozef Karel, allenatore di calcio e calciatore cecoslovacco (Humenné, n. 1922 - Košice, † 2005)
- Jozef Marko, allenatore di calcio e calciatore cecoslovacco (Topoľčany, n. 1923 - † 1996)
- Jozef Vliers, allenatore di calcio e calciatore belga (Tongeren, n. 1932 - † 1994)

## Attivisti(1)
- Jozef Urbanovský, attivista e presbitero slovacco (Urbanov, n. 1793 - Urbanov, † 1865)

## Attori(2)
- Jozef Gjura, attore albanese (Scutari, n. 1994)
- Jozef Kroner, attore slovacco (Staškov, n. 1924 - Bratislava, † 1998)

## Calciatori(26)
- Jozef Adámik, calciatore slovacco (Komárno, n. 1985)
- Jozef Balázsy, calciatore cecoslovacco (n. 1919 - † 1998)
- Jozef Bačkor, calciatore slovacco (n. 1919 - † 1988)
- Jozef Bielek, calciatore slovacco (n. 1919 - † 1997)
- Jozef Bomba, calciatore cecoslovacco (Bardejov, n. 1939 - Košice, † 2005)
- Jozef Čapkovič, ex calciatore cecoslovacco (Bratislava, n. 1948)
- Jozef Hudec, calciatore slovacco (n. 1916)
- Jozef Juriga, ex calciatore cecoslovacco (n. 1968)
- Jozef Kožlej, ex calciatore slovacco (Stropkov, n. 1973)
- Jozef Kuchár, calciatore slovacco (Prešov, n. 1919 - Prešov, † 1989)
- Jozef Kukučka, ex calciatore cecoslovacco (Považská Bystrica, n. 1957)
- Jozef Luknár, calciatore slovacco (Ivanka pri Dunaji, n. 1915 - Modra, † 1966)
- Jozef Majoroš, ex calciatore slovacco (Geča, n. 1970)
- Jozef Menich, calciatore slovacco (Banská Bystrica, n. 1994)
- Jozef Móder, ex calciatore cecoslovacco (Tvrdošovce, n. 1947)
- Jozef Molnár, calciatore slovacco (n. 1920 - † 1993)
- Jozef Obert, calciatore cecoslovacco (Partizánske, n. 1938 - Bratislava, † 2020)
- Jozef Piaček, ex calciatore slovacco (Zlaté Moravce, n. 1983)
- Jozef Pisár, ex calciatore slovacco (n. 1971)
- Jozef Štibrányi, ex calciatore cecoslovacco (Vlčkovce, n. 1940)
- Jozef Urblík, calciatore slovacco (Bardejov, n. 1996)
- Jozef Valachovič, ex calciatore slovacco (Bratislava, n. 1975)
- Jozef Van Ginderen, calciatore belga (n. 1925 - † 1993)
- Jozef Vengloš, calciatore e allenatore di calcio cecoslovacco (Ružomberok, n. 1936 - Bratislava, † 2021)
- Jef van Gool, calciatore belga (n. 1935 - † 2022)
- Jozef Čurgaly, calciatore cecoslovacco (n. 1927 - † 2014)

## Cardinali(2)
- Jozef De Kesel, cardinale e arcivescovo cattolico belga (Gand, n. 1947)
- Jozef Tomko, cardinale e arcivescovo cattolico slovacco (Udavské, n. 1924 - Roma, † 2022)

## Cestisti(3)
- Jef Eygel, cestista belga (Anversa, n. 1933 - Anversa, † 2005)
- Jozef Kalina, cestista cecoslovacco (Bratislava, n. 1924 - Bratislava, † 1986)
- Jozef Michalko, ex cestista, allenatore di pallacanestro e dirigente sportivo cecoslovacco (Poprad, n. 1961)

## Ciclisti su strada(4)
- Jozef Horemans, ciclista su strada belga (Hulshout, n. 1910 - Duffel, † 1977)
- Jos Huysmans, ciclista su strada, pistard e dirigente sportivo belga (Beerzel, n. 1941 - Beerzel, † 2012)
- Jozef Lieckens, ex ciclista su strada belga (Nijlen, n. 1959)
- Jos van der Vleuten, ciclista su strada e ciclocrossista olandese (Mierlo-Hout, n. 1943 - † 2011)

## Compositori(1)
- Jozef van Wissem, compositore e liutista olandese (Maastricht, n. 1962)

## Critici letterari(1)
- Jozef Škultéty, critico letterario, linguista e storico slovacco (Potok, n. 1853 - Martin, † 1948)

## Fumettisti(1)
- Jef Nys, fumettista belga (Berchem, n. 1927 - Wilrijk, † 2009)

## Generali(1)
- Józef Olszyna-Wilczyński, generale polacco (Cracovia, n. 1890 - Sopoćkinie, † 1939)

## Hockeisti su ghiaccio(2)
- Jozef Golonka, ex hockeista su ghiaccio slovacco (Bratislava, n. 1938)
- Jozef Stümpel, hockeista su ghiaccio slovacco (Nitra, n. 1972)

## Imprenditori(1)
- Jozef Patrovič, imprenditore, cantante e attivista slovacco (Lipovník, n. 1941 - Prievidza, † 2023)

## Ingegneri(1)
- Jozef Karol Hell, ingegnere e inventore slovacco (Banská Štiavnica, n. 1713 - Banská Štiavnica, † 1789)

## Latinisti(1)
- Jozef IJsewijn, latinista e filologo classico belga (Zwijndrecht, n. 1932 - Lovanio, † 1998)

## Lottatori(1)
- Jozef Herda, lottatore cecoslovacco (Trnava, n. 1910 - Bratislava, † 1985)

## Marciatori(1)
- Jozef Pribilinec, ex marciatore slovacco (Kremnica, n. 1960)

## Matematici(1)
- Jozef Maximilián Petzval, matematico, fisico e inventore slovacco (Spišská Belá, n. 1807 - Vienna, † 1891)

## Mezzofondisti(2)
- Josef Odložil, mezzofondista cecoslovacco (Otrokovice, n. 1938 - Olomouc, † 1993)
- Jozef Plachý, ex mezzofondista cecoslovacco (Košice, n. 1949)

## Nuotatori(1)
- Jozef Solymosy, nuotatore artistico slovacco (Bratislava, n. 2005)

## Pallanuotisti(1)
- Jozef Smits, pallanuotista belga (Anversa, n. 1930 - Anversa, † 2002)

## Patrioti(1)
- Jozef Pozdech, patriota e inventore slovacco (Hrnčiarovce nad Parnou, n. 1811 - Budapest, † 1878)

## Pattinatori artistici su ghiaccio(1)
- Jozef Sabovčík, ex pattinatore artistico su ghiaccio cecoslovacco (Bratislava, n. 1963)

## Pittori(5)
- Jozef Fabini, pittore slovacco (Olcnava, n. 1908 - Košice, † 1984)
- Jozef Israëls, pittore olandese (Groninga, n. 1824 - Scheveningen, † 1911)
- Jozef Janssens, pittore belga (Sint-Niklaas, n. 1854 - Anversa, † 1930)
- Jozef Božetech Klemens, pittore, scultore e inventore slovacco (Liptovský Mikuláš, n. 1817 - Vienna, † 1883)
- Jozef Kollár, pittore slovacco (Banská Štiavnica, n. 1899 - Banská Štiavnica, † 1982)

## Poeti(1)
- Jozef Gregor Tajovský, poeta e scrittore slovacco (Tajov, n. 1874 - Bratislava, † 1940)

## Politici(9)
- Jozef Maria Laurens Theo Cals, politico olandese (Roermond, n. 1914 - L'Aia, † 1971)
- Jozef Dupré, politico belga (Veerle, n. 1928 - † 2021)
- Jozef Lenárt, politico cecoslovacco (Liptovská Porúbka, n. 1923 - Praga, † 2004)
- Jozef Lettrich, politico e avvocato slovacco (Diviaky, n. 1905 - New York, † 1969)
- Jozef Migaš, politico slovacco (Pušovce, n. 1954)
- Jozef Mihál, politico slovacco (Bratislava, n. 1965)
- Jozef Moravčík, politico slovacco (Očová, n. 1945)
- Jozef Rydlo, politico slovacco (Ružomberok, n. 1948)
- Jozef Síkela, politico ceco (Rokycany, n. 1967)

## Presbiteri(5)
- Jozef Kozáček, presbitero e attivista slovacco (Zvolen, n. 1807 - Oradea, † 1877)
- Jozef Medový, presbitero slovacco (Smolenice, n. 1926 - Santa Marinella, † 1999)
- Jozef Murgaš, presbitero, pittore e inventore slovacco (Tajov, n. 1864 - Wilkes-Barre, † 1929)
- Jozef Tiso, presbitero e politico slovacco (Bytča, n. 1887 - Bratislava, † 1947)
- Jozef Karol Viktorin, presbitero, patriota e editore slovacco (Zavar, n. 1822 - Budapest, † 1874)

## Rapper(1)
- Z.E, rapper svedese (Spånga-Kista församling, n. 1994)

## Registi(1)
- Jozef Zachar, regista slovacco (Hlohovec, n. 1920 - Piešťany, † 2013)

## Scrittori(3)
- Jozef Cíger-Hronský, scrittore slovacco (Zvolen, n. 1896 - Luján, † 1960)
- Jozef Miloslav Hurban, scrittore, politico e pastore protestante slovacco (Beckov, n. 1817 - Hlboké, † 1888)
- Jozef Karika, scrittore e pubblicista slovacco (Brezno, n. 1978)

## Scultori(2)
- Jozef Jankovič, scultore e pittore slovacco (Bratislava, n. 1937 - Bratislava, † 2017)
- Jozef Kostka, scultore slovacco (Stupava, n. 1912 - Bratislava, † 1996)

## Slittinisti(1)
- Jozef Ninis, slittinista slovacco (Čadca, n. 1981)

## Tennisti(1)
- Jozef Kovalík, tennista slovacco (Bratislava, n. 1992)

## Tiratori a segno(1)
- Jozef Gönci, tiratore a segno slovacco (Košice, n. 1974)

## Vescovi cattolici(1)
- Jozef Zlatňanský, vescovo cattolico slovacco (Topoľčianky, n. 1927 - Nitra, † 2017)